# Kazimiera Chlebowska
Kazimiera Chlebowska (ur. 24 marca 1953) – polska lekkoatletka, płotkarka, specjalizująca się w biegu na 400 metrów przez płotki, medalistka mistrzostw Polski.

## Kariera sportowa
Była zawodniczką Wawelu Kraków.
Na mistrzostwach Polski seniorek na otwartym stadionie wywalczyła jeden medal – brązowy w biegu na 400 metrów przez płotki w 1976.
Rekord życiowy w biegu na 400 m ppł: 61,3 (27.06.1975).